# Estação Expedicionários
A Estação Expedicionários é uma estação de Veículo Leve sobre Trilhos (VLT) integrante da Linha Nordeste e do futuro Ramal Aeroporto–Castelão do Metrô de Fortaleza, administrada pela Companhia Cearense de Transportes Metropolitanos (Metrofor).
Está localizada na Av. Lauro Vieira Chaves com Av. dos Expedicionários, no bairro Vila União, cidade de Fortaleza, capital do Estado do Ceará, Brasil.

## Histórico
No dia 11 de novembro de 2021 foi assinada a ordem serviço para a construção de um novo ramal ferroviário, com o objetivo de ligar a linha nordeste ao Aeroporto Internacional de Fortaleza, em solenidade que contou com a presença do então governado do estado do Ceará, Camilo Santana, e do então prefeito de Fortaleza, José Sarto. 

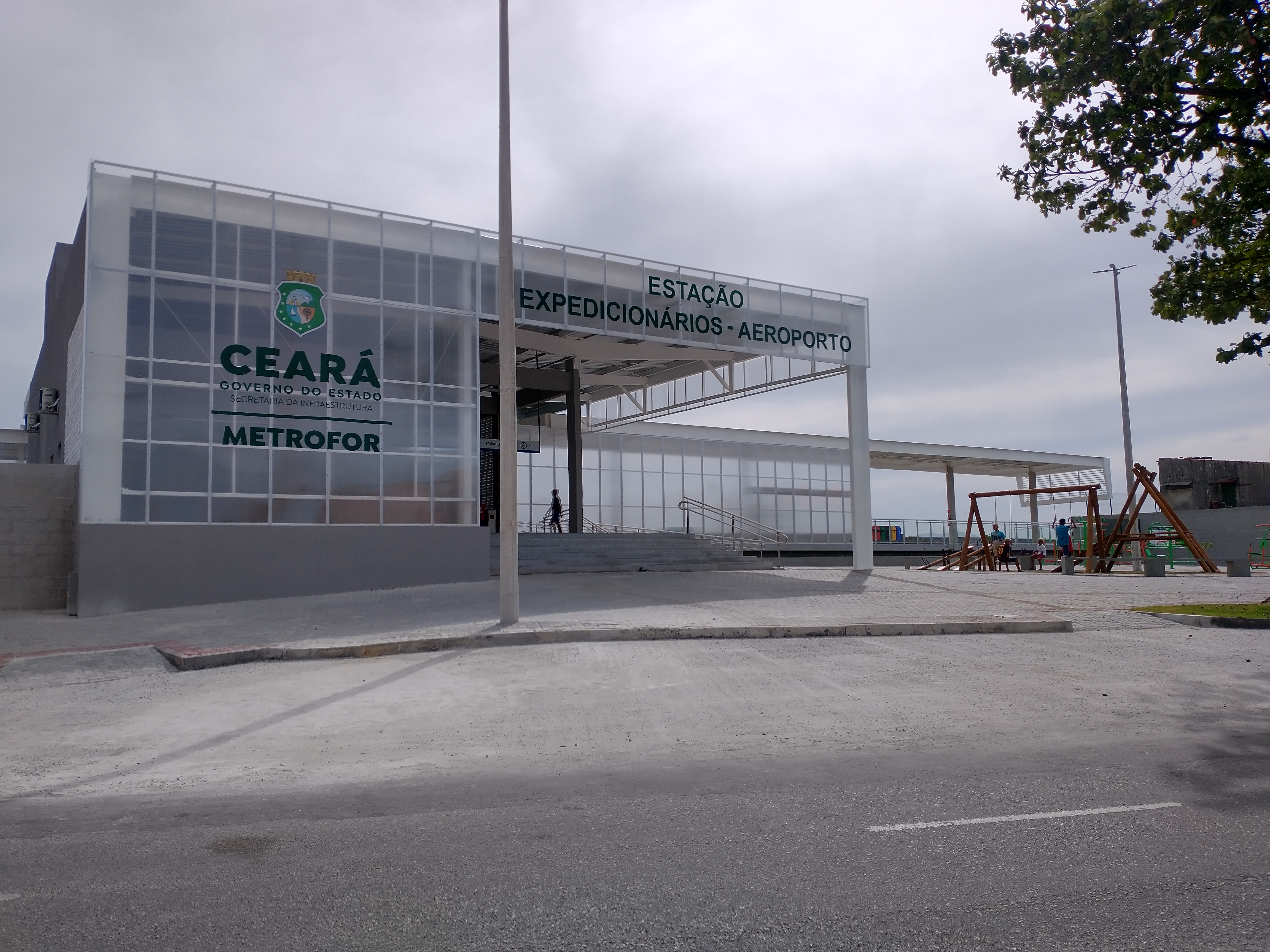
Acesso a estação Expedicionários.

Para a construção da estação Expedicionários foi necessário realizar algumas desapropriações e interditar parte da via férrea da linha nordeste, o que gerou redução de velocidade no trecho entre as estações Montese e Vila União.
A estação foi inaugurada em 29 de dezembro de 2022 em solenidade que contou com a presença da então Governadora do Ceará, Izolda Cela, como a 11ª da linha Nordeste.

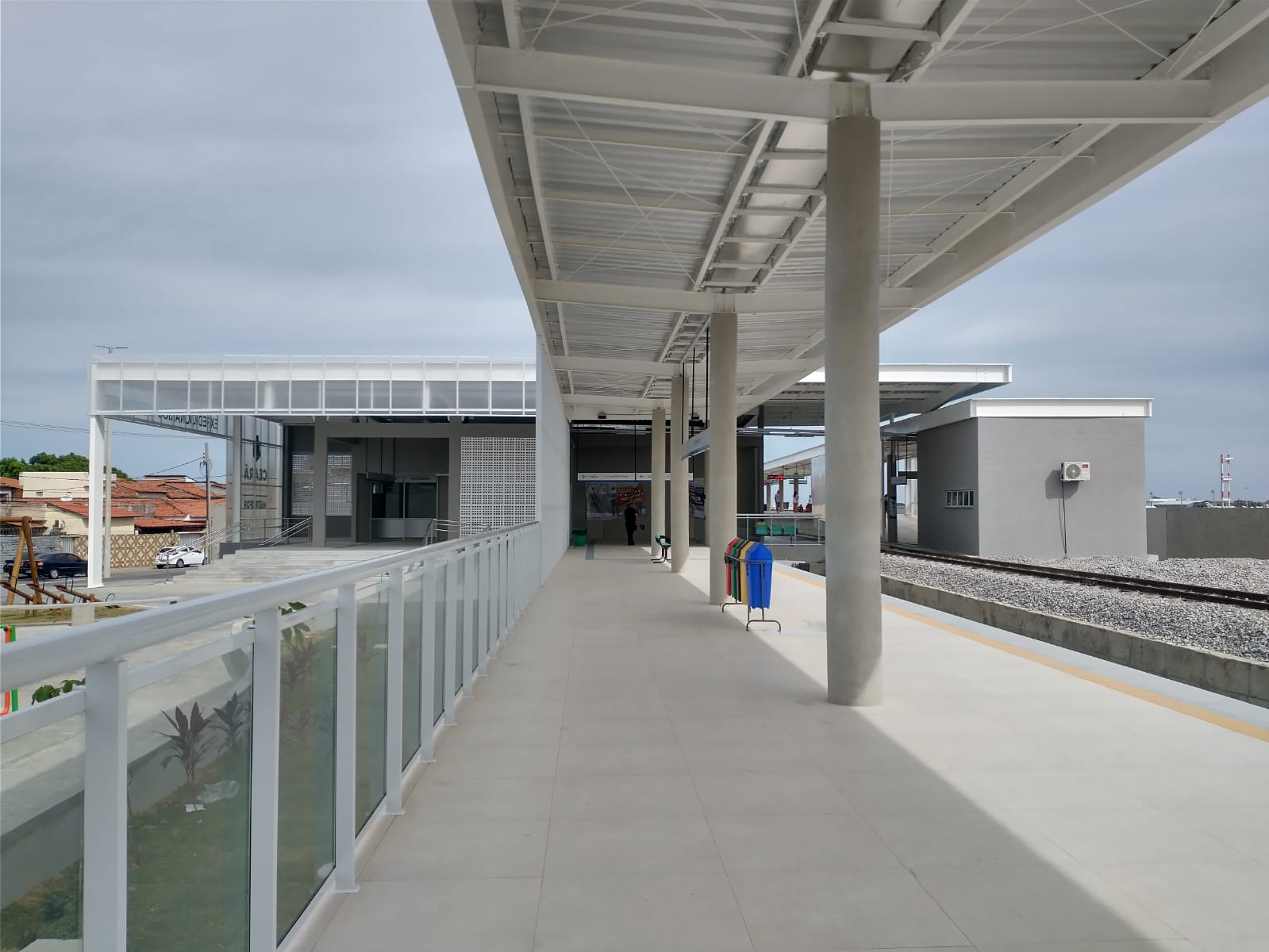
Plataforma de embarque e desembarque do Ramal Aeroporto na estação Expedicionários.

Em janeiro de 2024 a Secretaria de Infraestrutura do Ceará (Seinfra-CE) realizou o desbloqueio de parte da via férrea da Linha Nordeste, entre as estações Montese e Vila União, devolvendo o trecho à Companhia Cearense de Transportes Metropolitanos, para plena operação. Com a liberação da via, o trecho voltou a funcionar nos dois sentidos e o fluxo de embarque e desembarque da Estação Expedicionários passou a ser operado em duas rotas: uma, em direção à estação Parangaba e a outra, sentido estação Iate.
Durante a execução da obra, a Companhia Cearense de Transportes Metropolitanos manteve a operação dos trens desviada temporariamente, utilizando apenas a via 1. Dessa forma, foi possível continuar com a linha nordeste em funcionamento, sem prejuízo aos usuários.

## Características
A estação Expedicionários se caracteriza como uma estação de superfície, com duas plataformas de embarque e desembarque: uma de maior extensão, localizada entre as vias 1 e 2, destinada a linha nordeste, e uma de menor extensão, localizada lateralmente a via 3, destinada ao ramal aeroporto. 
Foi incorporada a Linha Nordeste como parte do projeto de construção do Ramal Aeroporto–Castelão, que possibilitará o acesso direto ao Aeroporto Internacional de Fortaleza e a Arena Castelão.